# Александър Ненков
Александър Руменов Ненков е български икономист и политик от ГЕРБ, народен представител от парламентарната група на ГЕРБ в XLI, XLII, XLIII , XLIV, XLV, XLVI, XLVII, XLVIII и XLIX народно събрание.

## Биография
Александър Ненков е роден на 7 ноември 1983 година в град София, България. Баща му е юристът и съдия Румен Ненков.
Майка му работи в общината по време на кметуването на Бойко Борисов, по-късно става шеф на Комисията за защита на конкуренцията, а баща му е конституционен съдия.
През 2002 година завършва 35-о СЕУ „Добри Войников“ в София. През 2007 година завършва Международни отношения – специализация „Европейски страни“ в УНСС. През 2007 година записва Европейски отношения в СУ „Св. Климент Охридски“.
В периода от март 2005 до февруари 2007 година работи като консултант в „Kampus“ ЕООД. През 2007 година става заместник-управител в „Kampus“ ЕООД и управител в „Imobilaria platinium“.
Активист на младежката организация на ГЕРБ.

### Парламентарна дейност
- XLI народно събрание – (от 14 юли 2009)
- Парламентарна група на ПП ГЕРБ – секретар на ПГ (от 14 юли 2009)
- Комисия по регионална политика и местно самоуправление – зам.-председател (от 29 юли 2009)
- Постоянна делегация на Народното събрание в Парламентарната асамблея на Съвета на Европа – заместващ представител (4 септември 2009 – 11 април 2012)
- Постоянна делегация на Народното събрание в Парламентарната асамблея на Съвета на Европа – зам.-ръководител (от 11 април 2012)
- Група за приятелство България – Индия – член (от 23 октомври 2009)
- Група за приятелство България – Китай – член (от 23 октомври 2009)
- Група за приятелство България – Куба – член (от 23 октомври 2009)
- Група за приятелство България – Мексико – член (от 23 октомври 2009)
- Група за приятелство България – Палестина – зам.-председател (от 23 октомври 2009)
- Група за приятелство България – Тайланд – председател (от 23 октомври 2009)
- Група за приятелство България – Уругвай – член (от 23 октомври 2009)
- Група за приятелство България – Чили – член (от 23 октомври 2009)
- Група за приятелство България – Швейцария – член (от 23 октомври 2009)

#### Внесени законопроекти
- Законопроект за изменение и допълнение на Гражданския процесуален кодекс
- Законопроект за изменение и допълнение на Закона за преброяване на населението и жилищния фонд в Република България през 2011 г.
- Законопроект за изменение и допълнение на Закона за пътищата
- Законопроект за изменение и допълнение на Закона за съдебната власт
- Законопроект за изменение и допълнение на Закона за устройството на държавния бюджет
- Законопроект за изменение и допълнение на Конституцията на Република България
- Законопроект за изменение и допълнение на Наказателно-процесуалния кодекс
- Проект на Изборен кодекс